# Halina Mordarska
Halina Mordarska (ur. 3 stycznia 1928 w Łodzi, zm. 20 sierpnia 2020) – polska mikrobiolog, prof. dr hab.

## Życiorys
W 1952 ukończyła studia biologiczne na Uniwersytecie Wrocławskim. Obroniła pracę doktorską, następnie uzyskała stopień doktora habilitowanego. 18 czerwca 1998 nadano jej tytuł profesora w zakresie nauk biologicznych. Pracowała w Instytucie Immunologii i Terapii Doświadczalnej im. Ludwika Hirszfelda Polskiej Akademii Nauk, oraz w Instytucie Inżynierii Ochrony Środowiska na Wydziale Inżynierii Środowiska Politechniki Wrocławskiej.
Zmarła 20 sierpnia 2020.